# سکالسکو (بلغارستان)
سکالسکو (به بلغاری: Skalsko) یک منطقهٔ مسکونی در بلغارستان است که در استان گابرووو واقع شده‌است.